# Australiens
Les Australiens sont les habitants de l'Australie. Au début du XXIe siècle, environ 85 % de la population australienne est d'ascendance européenne, les minorités ethniques non européennes significatives sont les Asiatiques qui représentent à peu près 9 % de la population et les Australiens indigènes qui composent presque 3 % de celle-ci.

## Ethnonymie
Existant depuis au minimum 1693, cet ethnonyme se compose du nom géographique Australie et du suffixe -ien.
En anglais : Australians.

## Groupes ethniques
| Groupe      | % de population |
| ----------- | --------------- |
| Anglais     | 36,1            |
| Australiens | 33,5            |
| Irlandais   | 11,0            |
| Écossais    | 9,3             |
| Chinois     | 5,6             |
| Italiens    | 4,6             |
| Allemands   | 4,5             |
| Indiens     | 2,8             |
| Grecs       | 1,8             |
| Néerlandais | 1,6             |